# André Lesauvage
André Lesauvage, né le 25 décembre 1890 au Havre et mort le 29 mai 1971 à Harfleur, est un marin français. 
Il est sacré champion olympique de voile en épreuve de 8 mètres JI aux Jeux olympiques d'été de 1928 d'Amsterdam.